# Séraphin Bouc
Pour les articles homonymes, voir Bouc (homonymie).
Séraphin Bouc, né à Lachenaie le 27 octobre 1788 et mort le 29 juillet 1837 à Sainte-Anne-des-Plaines, est un agriculteur et homme politique fédéral du Bas-Canada. 
Il a représenté Terrebonne dans l'Assemblée législative du Bas-Canada de 1834 jusqu'à sa mort en 1837.

## Biographie
Né à Lachenaie au Québec, fils de Charles-Jean-Baptiste Bouc et d'Archange Lepage, il exploite une ferme à Sainte-Anne-des-Plaines. Lieutenant dans la milice, il sert au cours de la guerre de 1812. En 1813, il épouse Françoise Dalcourt.
Élu député de Terrebonne en 1834, il soutient activement les patriotes mais meurt en fonction à Sainte-Anne-des-Plaines, à l'âge de 48 ans.

## Famille
Son frère Charles-Guillaume (1791-1861), agriculteur, né à Lachenaie, est condamné à mort pour haute-trahison puis, exilé en Australie et ensuite gracié (1843) et revient au Canada en 1845. 

## Hommages
Jules Verne cite Séraphin Bouc dans son roman Famille-Sans-Nom (partie 2, chapitre XIV).
En 2017, la ville de Ste-Anne-des-Plaines inaugure, dans un nouveau développement, la rue Séraphin-Bouc.